# 20375 Sherrigerten
20375 Sherrigerten este un asteroid din centura principală de asteroizi.

## Descriere
20375 Sherrigerten este un asteroid din centura principală de asteroizi. A fost descoperit pe 22 mai 1998 la Socorro, New Mexico, în cadrul proiectului LINEAR. Asteroidul prezintă o orbită caracterizată de o semiaxă mare de 2,58 ua, o excentricitate de 0,08 și o înclinație de 7,0° în raport cu ecliptica.